# 云南清风藤
云南清风藤（学名：Sabia yunnanensis）为清风藤科清风藤属下的一个种。生长在海拔2000-3600米的山谷、溪旁、疏林中。模式标本采自云南洱源。种加词 yunnanensis 意为“云南的”。